# Carugate
Carugate es un municipio italiano situada en la ciudad metropolitana de Milán, en Lombardía. Tiene una población estimada, a fines de octubre de 2022, de 15 684 habitantes.
En 1972 se produjo en la localidad un notable impulso comercial con la construcción de un centro comercial por parte del grupo francés Carrefour, ahora flanqueado por un local de IKEA. En los últimos años del siglo, se agregaron otros grandes establecimientos en las inmediaciones y Carugate incrementó aún más su expansión urbana en detrimento de las tierras agrícolas que aún abundaban en los años ochenta.

## Evolución demográfica
| Gráfica de evolución demográfica de Carugate entre 1861 y 2022 |
|                                                                |
| Fuente: ISTAT - Elaboración gráfica de Wikipedia               |